# نجم البحر دوار الشمس
غليظ الأقدام دوار الشمس أو نجم البحر دوار الشمس (الاسم العلمي: Pycnopodia helianthoides)، هو نجم بحري كبير يوجد في شمال شرق المحيط الهادئ. وهو النوع الوحيد من جنسه "غليظ الأقدام"، وهو من بين أكبر نجوم البحر في العالم، ويبلغ الحد الأقصى لذراعه 1 متر (3.3 قدم). عادًة ما يكون لدى نجم البحر دوار الشمس البالغ من 16 إلى 24 طرفًا. وهي تختلف في اللون. وهو حيوان لاحم، ويأكل نجم البحر دوار الشمس أنواعًا مختلفة من الفرائس الميتة والحية لملء نظامه الغذائي. وهو حيوان مفترس، ويتغذى في الغالب على قنافذ البحر، والمحار، والقواقع البحرية، وغيرها من اللافقاريات الصغيرة. على الرغم من أن هذا النوع كان منتشرًا على نطاق واسع في جميع أنحاء شمال شرق المحيط الهادئ، إلا أن عداده انخفضت بسرعة منذ عام 2013. صُنف نجم البحر دوار الشمس على أنه مهدد بالانقراض بشدة على القائمة الحمراء للاتحاد الدولي لحفظ الطبيعة.